# Jonathan Kent (Regisseur)
Jonathan Kent (* 1949 in Großbritannien) ist ein britischer Theater- und Opernregisseur.

## Leben
Jonathan Kent wurde in England geboren. Seine Eltern übersiedelten kurz nach seiner Geburt nach Südafrika, wo er aufwuchs.
Er besuchte in Kapstadt das Diocesan College. In den 1970ern ging er zurück nach London, wo er sich an der Central School of Speech and Drama als Schauspieler ausbilden ließ. Anschließend spielte er unter Giles Havergal und Phillip Prowse am Glasgow Citizens Theatre. Dort lernte er den schottischen Schauspieler Ian McDiarmid kennen. 1982 spielte er die Rolle des Tom Ripley in einer Episode von The South Bank Show mit dem Titel "Patricia Highsmith: A Gift for Murder" in Szenen aus dem Roman Ripley Under Ground. 1990 übernahmen beide die Leitung des Londoner Almeida Theatre, das sich damals in einem desolaten Zustand befand. Beide hatten keinerlei Erfahrung als Theaterleiter, und Kent hatte noch nie ein Stück für eine Theaterbühne inszeniert. Innerhalb kurzer Zeit stieg das Almeida jedoch zu einer der innovativsten und meist renommierten Bühnen Londons auf, auf der die Stars der englischen Theater und des Films ihre Auftritte hatten und das Theater sich einen internationalen Ruf erwarb. 14 seiner Neuproduktionen wurden am Broadway gespielt. 1992 inszenierte er die Medea von Euripides mit Diana Rigg in der Titelrolle, die anschließend am Broadway gespielt wurde. 1996 inszenierte Kent Anton Tschechows Iwanow in einer Bearbeitung von David Hare mit Ralph Fiennes in der Titelrolle und Harriet Walter als Anna, die im folgenden Jahr am Maly-Theater in Moskau gezeigt wurde. 1997 feierte Juliette Binoche hier ihr Theater-Debüt auf einer englischen Bühne in der Rolle der Ersilia Drei in Kents Inszenierung von Pirandellos Stück Naked (Vestire i ignudi).
2000 wurde das Almeida wegen Sanierung geschlossen und zog in ein Provisorium in Kings Cross um. Die Saison in Kings Cross wurde mit seiner Inszenierung von Frank Wedekinds Lulu eröffnet, die anschließend im Kennedy Centre in Washington DC gezeigt wurde. In Kings Cross inszenierte Kent u. a. David Hares Neufassung von Tschechows Platonow, Faith Healer von Brian Friel und König Lear. Kent übernahm während seiner Zeit am Almeida auch Regieaufgaben für andere Häuser. So inszenierte er 1994 Corneilles Le Cid in der Neuübersetzung von Ranjit Boldt für das Cottesloe Theatre des RNT, 1995 David Hares Bearbeitung von Bertolt Brechts Mutter Courage und ihre Kinder mit Diana Rigg in der Hauptrolle für das Royal National Theatre und Martin Crimps Fassung von Marivaux’ Komödie La Fausse Suivante, ebenfalls für das RNT (Dorfman Theatre). Mit der Neueröffnung des Almeida im Jahre 2002 endete die Ära Kent/McDiarmid. Neuer künstlerischer Leiter wurde Michael Attenborough.
Kent arbeitete jetzt außer für britische Bühnen auch in Japan und am Broadway. 2002 kam das Musical  Man of La Mancha unter seiner Regie am Broadway heraus. 2003 inszenierte er den Hamlet in Japan in japanischer Sprache mit dem Kyōgenspieler Mansai Nomura in der Titelrolle. 2004 folgte Hekuba von Euripides am Donmar Warehouse, 2005 Edward Bonds Lear am Royal National Theatre und Hugh Whitemores Bearbeitung von Pirandellos As You Desire Me (Come tu mi vuoi) im West End (2005/6) und ebenfalls 2006 Brian Friels Faith Healer am Broadway. 2003 inszenierte Kent zum ersten Mal eine Oper, und zwar Katja Kabanowa im Opernhaus von Santa Fe, ein Haus, für das er in den folgenden Jahren weitere Neuproduktionen herausbrachte.

## Operninszenierungen (Auswahl)
- 2003: Katja Kabanowa von Leoš Janáček; Santa Fe Opera
- 2005: A Child of Our Time von Michael Tippett; English National Opera  (ENO)
- 2005: Lucio Silla von Wolfgang Amadeus Mozart; Santa Fe Opera
- 2006: Tosca von Giacomo Puccini; Royal Opera House, London
- 2006: The Tempest von Thomas Adès, Santa Fe Opera
- 2007: Elektra von Richard Strauss; Mariinski-Theater, St. Petersburg
- 2007: The Turn of the Screw von Benjamin Britten; Glyndebourne Festival
- 2008: Die Hochzeit des Figaro von Wolfgang Amadeus Mozart; Santa Fe Opera
- 2009: The Fairy-Queen von Henry Purcell; Glyndebourne Festival
- 2009: The Letter von Paul Moravec; Santa Fe Opera
- 2009: Die Frau ohne Schatten von  Richard Strauss; Mariinski-Theater, St. Petersburg
- 2010: The Fairy Queen von Henry Purcell; Brooklyn Academy of Music, (BAM), New York
- 2010: The Fairy Queen von Henry Purcell; Opéra-Comique, Paris
- 2011: Don Giovanni von Wolfgang Amadeus Mozart; Glyndebourne Festival
- 2011: Elektra von Richard Strauss; Oper Nizza
- 2011: The Turn of the Screw von Benjamin Britten; Los Angeles Opera
- 2011: The Turn of the Screw von Benjamin Britten; Glyndebourne Festival
- 2012: Der fliegende Holländer von Richard Wagner; English National Opera
- 2014: Manon Lescaut von Giacomo Puccini; Royal Opera House, London
- 2016: Die Frau ohne Schatten von Richard Strauss; Mariinsky Theatre, St Petersburg
- 2016: Manon Lescaut, von Giacomo Puccini; Royal Opera House, London
- 2017: The Turn of the Screw von Benjamin Britten; Dallas Opera
- 2017: Elektra von Richard Strauss; Mariinski-Theater, St. Petersburg

## Preise und Auszeichnungen
- 2013: Commander of the British Empire
- 2016: Tony Award, Nominierung - best  director A Long Day's Journey Into Night
- 2016: Laurence Olivier Award (beste Inszenierung, revival) für Gypsy im Savoy Theatre[6]